# Sinfonía para Ana
Sinfonía para Ana és una pel·lícula dramàtica argentina de 2017 escrita, produïda i dirigida per Ernesto Ardito i Virna Molina. Està basada en la novel·la homònima de Gaby Meik, publicada en 2004.

## Sinopsi
Ana és una adolescent feliç al començament dels anys setanta. Al costat d'Isa, la seva millor amiga, viuen temps d'amor i rebel·lia en el tradicional Col·legi Nacional de Buenos Aires. Quan coneix a Lito, tot es transforma. Les pressions dels seus amics perquè l'abandoni i la por al debut sexual, l'emboliquen en un univers de dubtes que la porten a buscar refugi en el misteriós Camilo. El seu cor queda atrapat entre dues passions, mentre la dictadura militar enfosqueix el seu món amb la mort, la solitud i el terror. Amb tan sols quinze anys Ana ha de lluitar per conservar la seva vida sense renunciar al que més estima.

## Repartiment
- Isadora Ardito com Ana.
- Rocío Palacín com Isa.
- Rafael Federman com Lito.
- Ricky Arraga com Camilo.
- Rodrigo Noya com Capi.
- Vera Fogwill com Mare d'Ana.
- Javier Urondo com Pare d'Ana.
- Mariana Carrizo com Rosa.
- Mora Recalde com Isa adulta.
- Leonor Courtoisie com China.
- Manuel Vicente com Professor d'Història.
- Andrés Cotton com Darío.
- Marcelo Mininno com Rector Aragón.
- Federico Marrale com Profesaor de Matemàtiques.
- Sergio Boris com Pare de Lito.
- Valentina Brodsky com Turca.
- Vera Senderowicz com Colo.
- Juan Luppi com Celador.
- María Viau com Mare de Camilo.
- Malena Villa com Vivi.
- Karina Di Pasquale como Mare d'Isa.
- Vane Molina como Judy.
- Ramiro Santos com Batata.
- Judith Buchalter com Ofelia Ramos.
- Natalia Miranda com noia que canta a la toma.
- Cecilia Greaves com Gaby.
- Ana Bilos com filla d'Isa.
- Boris Burd com Chico pasillo.
- Tomás Daumas com germà de Lito.
- Joaquín Sesma com noi maoista.
- Lucio Gorzalczany com Orador de la Fede.
- Julián Cnochaert como Amic de Darío.
- Fernando E. Orellana com Preceptor.
- Niko Barreiro com noi gimnàsia.
- Lucas Finocchi com Veu Ràdio.

## Premis i nominacions

### Premis Cóndor de Plata
Premis Cóndor de Plata de l'Asociación de Cronistas Cinematográficos de la Argentina.
| Any  | Categoria                    | Candidat                    | Resultat |
| ---- | ---------------------------- | --------------------------- | -------- |
| 2018 | Millor actriu de repartiment | Vera Fogwill                | Nominada |
| 2018 | Millor revelació femenina    | Isadora Ardito              | Nominada |
| 2018 | Millor guió adaptat          | Ernesto Ardito Virna Molina | Nominats |
| 2018 | Millor disseny d'art         | Ernesto Ardito Virna Molina | Nominats |
| 2018 | Millor disseny de vestuari   | Samanta Babic               | Nominada |

### Festivals de cinema
- 39è Festival Internacional de Cinema de Moscou (Rússia): Competència Principal, Estrena Mundial, Premi de la Crítica Russa.[3]
- Festival Internacional de Cinema de Durban (Sud-àfrica): Selecció Oficial, Premiere a Àfrica.
- Festival de Gramado (Brasil): Competència Internacional, millor pel·lícula i millor fotografia.
- XXIV Mostra de Cinema Llatinoamericà de Catalunya: premi al millor guió[4]